# 贝尔莱萨尔普
贝尔莱萨尔普（法語：Berre-les-Alpes，法語發音：[bɛʁ le.z‿alp]）是法国滨海阿尔卑斯省的一个市镇，位于该省中部，属于尼斯区。

## 地名
1997年以前，该地名为“贝尔德萨尔普”（法語：Berre-des-Alpes，意为“阿尔卑斯的贝尔”）

## 地理
贝尔莱萨尔普（43°49'49"N, 7°19'44"E）面积9.58 平方千米，位于法国普罗旺斯-阿尔卑斯-蓝色海岸大区滨海阿尔卑斯省，该省份为法国东南部沿海省份，南濒地中海，西南至瓦尔省，西北接上普罗旺斯阿尔卑斯省，北部和东部与意大利接壤。
与贝尔莱萨尔普接壤的市镇（或旧市镇、城区）包括：布洛萨斯克、科阿拉兹、孔特、莱斯卡雷讷、吕塞拉姆。

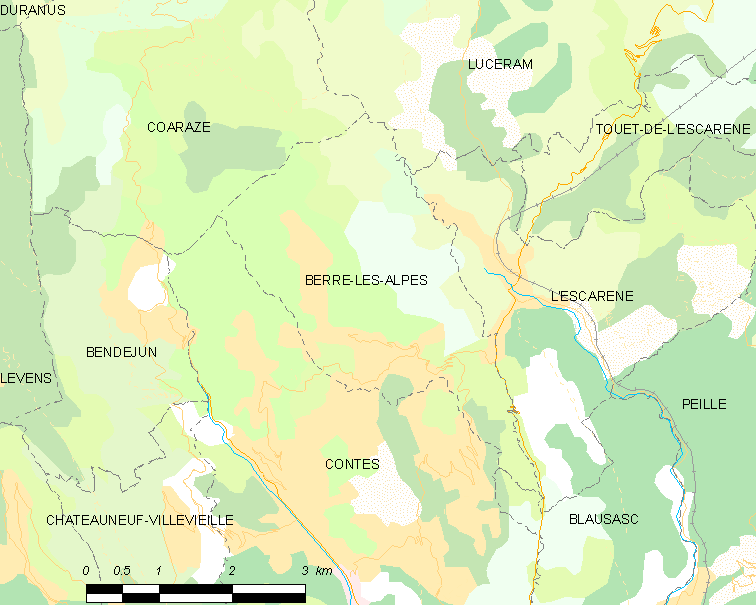
贝尔莱萨尔普的OSM定位图

贝尔莱萨尔普的时区为UTC+01:00、UTC+02:00（夏令时）。

## 行政
贝尔莱萨尔普的邮政编码为06390，INSEE市镇编码为06015。

## 政治
贝尔莱萨尔普所属的省级选区为孔特县。

## 人口

1962-2008年间贝尔莱萨尔普人口变化图示

贝尔莱萨尔普于2022年1月1日时的人口数量为1234人。